# .hack//Quantum
《.hack//Quantum》（日語：ドットハック クワンタム，台灣翻譯：創世紀傳說：量子戰役），是繼2003年動畫.hack//黃昏的腕輪傳說和2006年動畫.hack//Roots後的OVA動畫，.hack//Link的2年後（2022 年）作為背景舞台，作品以全世界超過一千萬個玩家參加的虛構線上遊戲《The World R:X》為主軸，圍繞咲夜、托比亞斯以及瑪麗一行三人共同展開的冒險物語。

## 登場人物
以下中文名字是暫時翻譯的結果，巴哈姆特電玩資訊站與台灣官方DVD版則是將サクヤ翻譯成佐久夜。

### 主要人物
咲夜（Sakuya）CV：花澤香菜
游戏中的职业为双剑士，游戏形象为The World第一版中拯救世界的英雄凯特的女性版本。与另两人是一起游戏的死党。
本名相田亚澄，2005年7月31日出生，青森县立泉山高等中学二年生，「圣诞节领土战争」事件发生时为 17岁。
托比亚斯（トービアス，Tobias）CV：澤城美雪
游戏中的职业为斩刀士，使用形象为拥有「菲亚那的末裔」之称号的一人巴尔孟克的女性版。
本名生田衣织，同青森县立泉山高等中学二年生。
梅爾麗（メアリ，Mary）CV：藤村歩
游戏中的形象为.hack//系列第一部中的女主角黑玫瑰的长髮版，职业为击剑士。在战斗中与另两人误入未知空间时，为搭救咲夜而成为“未归来者”。在整个事件结束后康复。
本名江藤衿，2005年4月28日出生，同青森县立泉山高等中学二年生，与相田亚澄关系很好，一起上下学。

### 公會「八咫鏡」
白車軸草（Shamrock，CV：小林沙苗）
職業是魔導士。
本名是佐伯令子。
史密斯（Smith，CV：岩崎征實）
職業是重槍士。
阿斯塔（Asuta，CV：本名陽子）
職業是擊劍士。
Iyoten（Iyoten，CV：浪川大輔）
職業是斬刀士。

### 其他人物
隱士（Hermit，CV：小倉唯）
職業未知。
受困于 The World的猫型角色，以寻找可以医治疾病的适配者而在游戏中展开行动。
本名是田名神透葉，國籍是美國。

## OVA

### 工作人員
- 原 作：.hack Conglomerate[3]
- 監督：橘正紀
- 腳本：浜崎達也
- 角色設計原案：貞本義行、細川誠一郎、喜久屋めがね
- 動畫角色設計、總作畫監督：長谷部敦志
- 創意設計：安藤賢司
- 機械設計：高倉武史
- 背景設計：菱沼由典
- 美術監督：竹田悠介
- 色彩設計：加藤裡恵
- 編集：奧田浩史
- 攝影監督：木村俊也
- 3D監督：井野元英二
- 音響監督：たなかかずや
- 音樂：大谷幸
- 音樂制作：FLAG DOG
- 主題歌：「雫 -shizuku-」南里侑香
- 動畫制作：Kinema Citrus
- 監修：松山洋
新里裕人
内山大輔
中田理生

### 配音員
- 咲夜：花澤香菜[4]
- 遠世：沢城美雪
- 瑪麗：藤村歩
- 隱士：小倉唯
- 白車軸草：小林沙苗
- 史密斯：岩崎征實
- 阿斯塔：本名陽子
- Iyoten：浪川大輔

### 主題曲
- 『雫 -shizuku- 』[5]

作詞、作曲、編曲：尾澤拓実
歌：南里侑香

### 各話標題
| 話數 | 標題                    | 劇本     | 分鏡                                                                      | 演出          | 作畫監督                              | 公開/發售日                          |
| ---- | ----------------------- | -------- | ------------------------------------------------------------------------- | ------------- | ------------------------------------- | ------------------------------------ |
| 1    | WALKING PARTY           | 浜崎達也 | 橘正紀                                                                    | かおり        | 秋谷有紀恵 野崎あつこ 李美英          | 2010年11月27日公開 2011年1月28日發售 |
| 2    | WIRED PRISONER          | 浜崎達也 | 首藤武夫、徳土大介 数井浩子、北條史也 伊藤秀樹、山本秀世 河野利幸、橘正紀 | 河口俊夫      | 肥塚正史 野崎あつこ 小倉信也          | 2010年12月25日公開 2011年2月25日發售 |
| 3    | the ωorldend Pallbearer | 浜崎達也 | 橘正紀                                                                    | 橘正紀 かおり | 野崎あつこ 秋谷有紀恵 肥塚正史 まじろ | 2011年1月22日公開 2011年4月7日發售   |